# جورج إتش. كريستوفر
جورج إتش. كريستوفر هو سياسي أمريكي، ولد في 9 ديسمبر 1888 في بوتلر في الولايات المتحدة، وتوفي في 23 يناير 1959 في واشنطن العاصمة في الولايات المتحدة. نشط حزبياً في الحزب الديمقراطي. وقد انتخب مدير (1951 – 1952) وانتخب عضو مجلس النواب الأمريكي ‏.